# Eutelia bathroleuca
Eutelia bathroleuca là một loài bướm đêm trong họ Noctuidae.